# Arkimedes' axiom

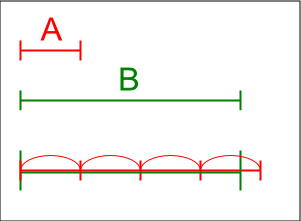
Illustration av Arkimedes’ axiom.

Arkimedes’ axiom eller Arkimedes’ postulat säger: Om man har två matematiska storheter av samma slag (tal, längder, ytor o. s. v.), kan man genom att mångdubbla den mindre tillräckligt många gånger överträffa den större.
Arkimedes formulerade denna skenbart självklara egenskap hos storheterna uttryckligen som en förutsättning vid sina yt- och volymberäkningar. Av tidigare grekiska matematikers skrifter framgår emellertid att redan Eudoxos har förstått denna förutsättnings betydelse. Den kallas därför mera korrekt Eudoxos’ axiom.
I de nyare kritiska undersökningarna (omkring år 1900) över matematikens, i synnerhet geometrins, grundvalar spelar Arkimedes’ axiom en viktig roll. Man lyckades då visa att axiomet inte är en logisk konsekvens av talens och de geometriska storheternas andra egenskaper genom att in abstracto konstruera så kallade icke-arkimediska (icke-eudoxiska) talsystem och geometrier.